# Josh Bowler
Joshua Luke Bowler (Chertsey, 5 marzo 1999) è un calciatore inglese, attaccante del Nottingham Forest.

## Carriera
Cresciuto nel settore giovanile del QPR, debutta in prima squadra il 7 maggio 2017 in occasione dell'incontro di Championship perso 4-0 contro il Norwich City.
Il 7 luglio 2017 viene acquistato dall'Everton che lo aggrega alla propria formazione Under-23; nel 2019 viene prestato all'Hull City con cui colleziona 29 presenze in Championship realizzando la sua prima rete in carriera.
Rientrato ai Toffees, vi rimane per un'ulteriore stagione dove non riesce a debuttare in prima squadra; il 19 giugno 2021 viene acquistato a titolo definitivo dal Blackpool.

## Statistiche
Statistiche aggiornate al 4 dicembre 2021.

### Presenze e reti nei club
| Stagione        | Squadra         | Campionato      | Campionato | Campionato | Coppe nazionali | Coppe nazionali | Coppe nazionali | Coppe continentali | Coppe continentali | Coppe continentali | Altre coppe | Altre coppe | Altre coppe | Totale | Totale | Totale |
| Stagione        | Squadra         | Comp            | Pres       | Reti       | Comp            | Pres            | Reti            | Comp               | Pres               | Reti               | Comp        | Pres        | Reti        | Pres   | Reti   |        |
| --------------- | --------------- | --------------- | ---------- | ---------- | --------------- | --------------- | --------------- | ------------------ | ------------------ | ------------------ | ----------- | ----------- | ----------- | ------ | ------ | ------ |
| 2016-2017       | QPR             | FLC             | 1          | 0          | FACup+CdL       | 0               | 0               |                    | -                  | -                  |             | -           | -           | 1      | 0      |        |
| 2019-2020       | Hull City       | FLC             | 28         | 1          | FACup+CdL       | 2+1             | 0               |                    | -                  | -                  |             | -           | -           | 31     | 1      |        |
| 2021-2022       | Blackpool       | FLC             | 21         | 1          | FACup+CdL       | 0+2             | 0+1             |                    | -                  | -                  |             | -           | -           | 23     | 2      |        |
| Totale carriera | Totale carriera | Totale carriera | 50         | 2          |                 | 5               | 1               |                    | -                  | -                  |             | -           | -           | 55     | 3      |        |